# Président de la république islamique du Pakistan
Le président de la république islamique du Pakistan (en ourdou : صدر مملکت اسلامی  جمہوریہ پاکستان) est le chef de l'État du Pakistan. Son rôle et ses pouvoirs sont définis par la Constitution de 1973. Il est la figure représentant l'unité de l’État et ses pouvoirs sont principalement honorifiques et symboliques. Il joue un rôle mineur dans l'exercice du pouvoir politique, détenu principalement par le Premier ministre, chef du gouvernement.
Toutefois, sous l'influence des régimes militaires, le président du Pakistan a souvent disposé de pouvoirs bien plus étendus sous l'effet de réformes constitutionnelles. Cela a notamment été le cas sous la Constitution de 1962, puis officiellement entre 1985 et 1997 et entre 2003 et 2010 sous la Constitution de 1973.

## Rôle et pouvoirs
Le président de la république islamique du Pakistan a ses pouvoirs et rôles définis strictement dans la Constitution de 1973 dans les articles 41 à 49, au sein du chapitre premier (« Le Président ») de la partie 3 (« La fédération pakistanaise »). L'article 41 prévoit que le président est le chef de l’État et représente l'unité de la république. Pour être éligible, un candidat à la présidentielle doit être un citoyen pakistanais de confession musulmane, avoir au moins 45 ans et être éligible comme député également. Une femme peut également être candidate. Le président est élu par le collège électoral composé des membres du Parlement et des quatre assemblées provinciales, pour un mandat de cinq ans, renouvelable une seule fois consécutive.
Les pouvoirs du président sont limités et principalement honorifiques selon les termes de la Constitution. Il ne peut pas nommer ou démettre le Premier ministre, qui est responsable seulement devant l'Assemblée nationale. Le chef de l’État nomme les hauts postes militaires et dissout l'Assemblée nationale uniquement sur le conseil du Premier ministre, qui détient le réel pouvoir exécutif. L'article 48 prévoit même qu'il doit agir en accord avec le gouvernement. En contrepartie, le Premier ministre doit tenir le président informé de la politique suivie. Les pouvoirs discrétionnaires du président se limitent à accorder la grâce présidentielle. Toutefois, entre 1973 et aujourd'hui, le rôle du président a été parfois sensiblement différent (voir section infra, « histoire politique »). 
Le président loge dans sa résidence officielle d'Islamabad Aiwan-e-Sadr, à quelques rues des principales institutions fédérales. L'article 248 de la Constitution prévoit une immunité totale du président, tant sur le plan civil que pénal. Toutefois, le Parlement peut entamer une procédure de destitution contre le président en cas de violation de la Constitution. Si le président est en incapacité, il est remplacé de façon intérimaire par le président du Sénat, voir par le président de l'Assemblée nationale si celui-ci est également incapacité.

## Histoire politique

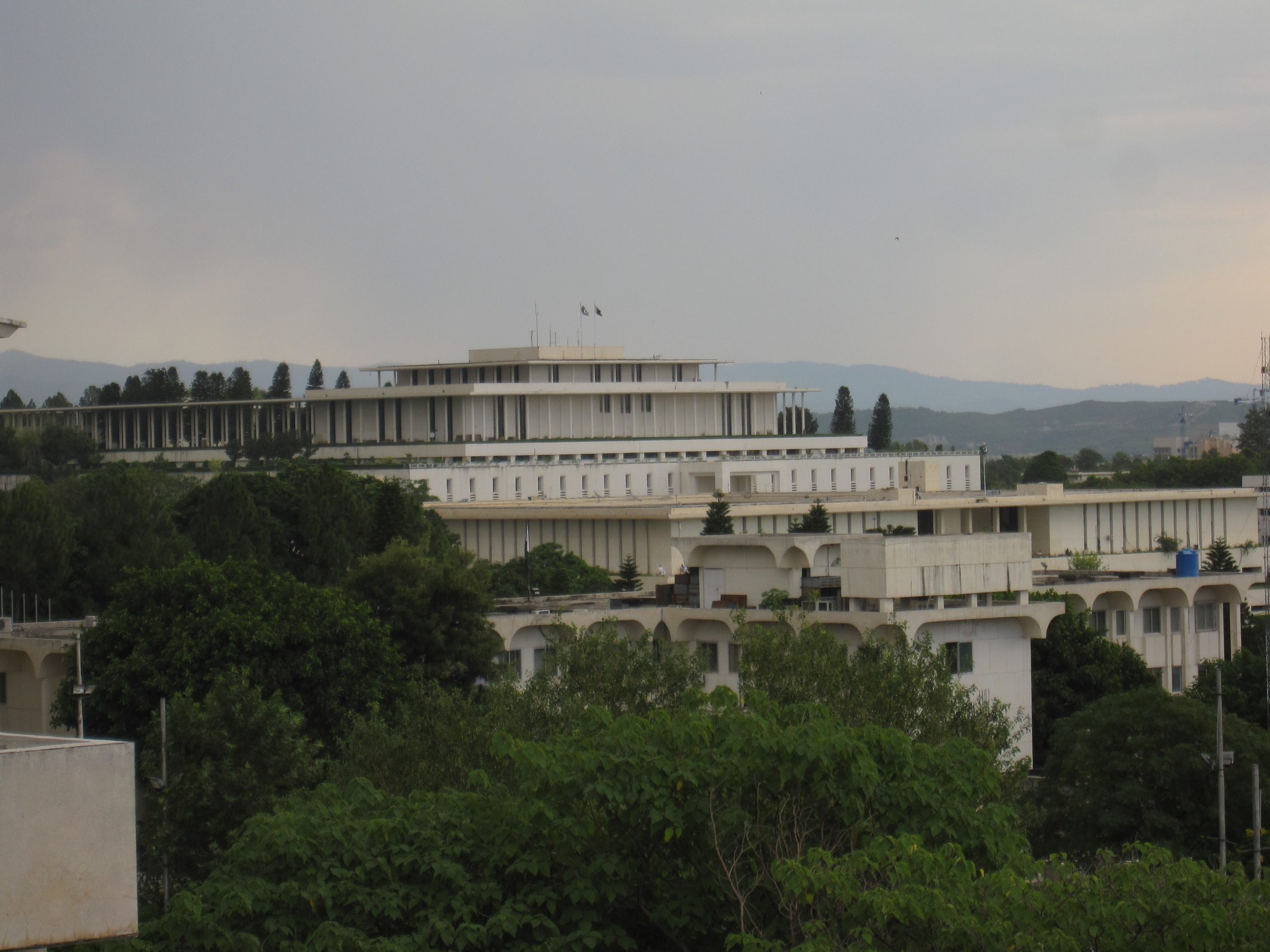
Résidence officielle du président, à Islamabad.

La fonction du président de la république a été instaurée au Pakistan par la Constitution de 1956. Auparavant, le pays était un dominion avec à sa tête un gouverneur général, alors que le souverain britannique demeurait chef de l’État en tant que monarque du Pakistan depuis l'indépendance du pays en 1947. Iskander Mirza devient le premier président en 1956, mais il est renversé par le chef de l'armée Muhammad Ayub Khan à peine deux ans plus tard. L'homme instaure une nouvelle constitution en 1962 qui prévoit un régime très présidentiel. À l'inverse, la Constitution de 1973 mise en place sous l'impulsion de Zulfikar Ali Bhutto prévoit un régime parlementaire avec un rôle présidentiel réduit à des titres honorifiques et des pouvoirs symboliques, alors que le chef du gouvernement se voit attribuer la conduite de la politique de la nation.
Bien que la Constitution de 1973 soit toujours d'actualité, elle a été plusieurs fois modifiée en profondeur afin d'accorder au président des pouvoirs supplémentaires, comme celui de démettre le Premier ministre et de dissoudre l'Assemblée nationale et les assemblées provinciales. Des réformes en ce sens ont été adoptées après des coups d’État, sous des régimes militaires. C'est le cas par un amendement à la Constitution en 1985 annulé par un nouveau en 1997, et de nouveau en 2001, annulé en 2010. Durant ces deux périodes, le régime politique était fortement présidentialiste et a retrouvé sa forme parlementaire originaire en 2010,.

## Élection
Le président de la république islamique du Pakistan est élu au scrutin indirect secret uninominal majoritaire à un tour par un collège électoral composé des membres des deux chambres du parlement fédéral — l'Assemblée nationale et le Sénat — et de ceux des 4 assemblées provinciales. La durée de son mandat est de cinq ans, renouvelable une seule fois de manière consécutive. En tant que chef de l’État, son rôle est essentiellement représentatif, l'essentiel du pouvoir exécutif étant détenu par le Premier ministre,.
Le collège électoral pakistanais est composé de 1 185 grands électeurs, mais l'élection fonctionne via un système de vote pondéré au sein duquel tous les votes n'ont pas le même « poids » en voix. Si les 336 membres de l'Assemblée nationale et les 100 membres du Sénat disposent chacun d'un vote équivalant à une voix, ce n'est en effet pas le cas des membres des assemblées provinciales du Pendjab, du Khyber Pakhtunkhwa, du Sind et du Baloutchistan. Ces dernières sont en effet composées respectivement de 371, 145, 168 et 65 membres, en raison de leurs différences démographiques. Or, la constitution de 1973 impose que chacune des provinces dispose d'une part égale au sein du collège électoral. L'assemblée du Baloutchistan étant la plus petite des quatre, les votes des membres des trois autres se voient attribués un poids en voix plus faible, de manière que leur total soit pour toutes les quatre identique,.
| Assemblée           | Membres | Poids en voix de chaque vote | Total en voix |
| ------------------- | ------- | ---------------------------- | ------------- |
| Assemblée nationale | 336     | 1                            | 336           |
| Sénat               | 100     | 1                            | 100           |
| Baloutchistan       | 65      | 1                            | 65            |
| Khyber Pakhtunkhwa  | 145     | 0,448                        | 65            |
| Sind                | 168     | 0,387                        | 65            |
| Pendjab             | 371     | 0,175                        | 65            |
|                     |         |                              |               |
| Total               | 1 185   | –                            | 696           |

L'élection présidentielle intervient au plus tôt trente jours avant et au plus tard trente jours après l'expiration du mandat du président sortant. Elle peut cependant être reportée à une date ultérieure si l'Assemblée nationale est dissoute, auquel cas l'élection intervient dans les trente jours suivant les élections législatives. Le président sortant est dans tous les cas autorisé à rester en fonction après la fin de son mandat, jusqu'à la prestation de serment de son successeur. En cas de vacance de la présidence pour cause naturelle ou par destitution, le président du Sénat assure l'intérim, une élection présidentielle devant être organisée sous trente jours.
Les candidats à la présidence doivent obligatoirement être musulmans, être âgés d'au moins quarante-cinq ans et répondre aux critères d'éligibilité fixés par la loi électorale pour un candidat à l'assemblée nationale. S'il ne peut posséder de fonction ou de mandat public, il peut toutefois se porter candidat et y renoncer avant sa prestation de serment.

## Liste des présidents de la République
| no | no | Portrait                                                  | Nom                                         | Débuts des fonctions | Fins des fonctions | Élection                        | Parti                                 |
| -- | -- | --------------------------------------------------------- | ------------------------------------------- | -------------------- | ------------------ | ------------------------------- | ------------------------------------- |
| 1  |    | A black and white portrait of Iskander Mirza              | Iskander Mirza (1898-1969)                  | 23 mars 1956         | 27 octobre 1958    | —                               | Parti républicain                     |
| 2  |    | A black and white portrait of Ayub Khan                   | Ayub Khan (1907-1974)                       | 28 octobre 1958      | 31 mars 1969       | 2 janvier 1965                  | Convention de la Ligue musulmane      |
| 3  |    | Portrait de Yahya Khan                                    | Muhammad Yahya Khan (1917-1980)             | 31 mars 1969         | 20 décembre 1971   | —                               | —                                     |
| 4  |    | Portrait d'Ali Bhutto                                     | Zulfikar Ali Bhutto (1928-1979)             | 20 décembre 1971     | 13 août 1973       | 20 décembre 1971                | Parti du peuple pakistanais           |
| 5  |    |                                                           | Fazal Ilahi Chaudhry (1904-1982)            | 14 août 1973         | 20 avril 1978      | 14 août 1973                    | Parti du peuple pakistanais           |
| -  |    |                                                           | Sheikh Anwarul Haq (intérim) (1917-1995)    | 20 avril 1978        | 7 mai 1978         | —                               | Parti du peuple pakistanais           |
| 5  |    |                                                           | Fazal Ilahi Chaudhry (1904-1982)            | 7 mai 1978           | 16 septembre 1978  |                                 | Parti du peuple pakistanais           |
| 6  |    |                                                           | Muhammad Zia-ul-Haq (1924-1988)             | 16 septembre 1978    | 17 août 1988       | —                               | —                                     |
| 7  |    |                                                           | Ghulam Ishaq Khan (1915-2006)               | 17 août 1988         | 18 juillet 1993    | 13 décembre 1988                | Sans étiquette                        |
| -  |    | Wasim Sajjad                                              | Wasim Sajjad (intérim) (né en 1941)         | 18 juillet 1993      | 14 novembre 1993   | —                               | Ligue musulmane du Pakistan (N)       |
| 8  |    | Farooq Leghari                                            | Farooq Leghari (1940-2010)                  | 14 novembre 1993     | 2 décembre 1997    | 14 novembre 1993                | Parti du peuple pakistanais           |
| -  |    | Wasim Sajjad                                              | Wasim Sajjad (intérim) (né en 1941)         | 27 décembre 1997     | 1er janvier 1998   | —                               | Ligue musulmane du Pakistan (N)       |
| 9  |    | A side shoot of Muhammad Rafiq Tarar at an award ceremony | Muhammad Rafiq Tarar (1929-2022)            | 1er janvier 1998     | 20 juin 2001       | 31 décembre 1997                | Ligue musulmane du Pakistan (N)       |
| 10 |    | A portrait of Pervez Musharraf                            | Pervez Musharraf (1943-2023)                | 20 juin 2001         | 18 août 2008       | 1er janvier 2004 6 octobre 2007 | Ligue musulmane du Pakistan (Q)       |
| -  |    |                                                           | Muhammad Mian Soomro (intérim) (né en 1950) | 18 août 2008         | 9 septembre 2008   | —                               | Ligue musulmane du Pakistan (Q)       |
| 11 |    | A portrait of Asif Ali Zardari                            | Asif Ali Zardari (né en 1955)               | 9 septembre 2008     | 9 septembre 2013   | 6 septembre 2008                | Parti du peuple pakistanais           |
| 12 |    |                                                           | Mamnoon Hussain (1940-2021)                 | 9 septembre 2013     | 9 septembre 2018   | 30 juillet 2013                 | Ligue musulmane du Pakistan (N)       |
| 13 |    |                                                           | Arif Alvi (né en 1949)                      | 9 septembre 2018     | 10 mars 2024       | 4 septembre 2018                | Mouvement du Pakistan pour la justice |
| 14 |    | A portrait of Asif Ali Zardari                            | Asif Ali Zardari (né en 1955)               | 10 mars 2024         | en fonction        | 9 mars 2024                     | Parti du peuple pakistanais           |